# La encadenada
Pour plus de détails, voir Fiche technique et Distribution.
La encadenada (italien : Perversione) est un giallo hispano-italien réalisé par Manuel Mur Oti et sorti en 1975.

## Synopsis
Gina est une arnaqueuse professionnelle qui séduit Alexander, un vieil homme riche, afin de l'épouser, de le tuer et de prendre son argent.

## Fiche technique
- Titre original espagnol : La encadenada ou El diario de una asesina[1],[2]
- Titre italien : Perversione[2]
- Réalisateur : Manuel Mur Oti
- Scénario : Rafael Moreno Alba (es)
- Photographie : José Luis Alcaine, Alvaro Lanzoni
- Montage : Rosa C. Salgado, Otello Colangeli
- Musique : Carlo Savina
- Société de production : Metheus Film (Rome), Emaus Films (Madrid)
- Pays de production :  Espagne,  Italie
- Langue originale : espagnol
- Format : Couleurs par Eastmancolor - Son mono - 35 mm
- Durée : 87 minutes
- Genre : Giallo
- Dates de sortie :
  - Italie : 4 mai 1975
  - Espagne : 3 janvier 1977

## Distribution
- Marisa Mell : Gina / Elisabeth
- Richard Conte : Alexander
- Anthony Steffen : Richard
- Lilí Murati (es) : Louisa
- Richard Baron : Bernardo
- Juan Ribó (es) : Carlo
- Carmen Maura : la religieuse
- Carla Calò  : la mère supérieure
- Beni Deus (es) : Charles